# 二見 (伊方町)
二見（ふたみ）は、愛媛県西宇和郡伊方町にある大字。藩政期から二見浦と呼ばれており、1889年（明治22年）の町見村 当時からの大字名。町見村は昭和の大合併により伊方町となり、現在に至る。「二見」は現在も続く字名。佐田岬半島の中東部、宇和海側の農漁村。

## 地理

### 位置・地形
佐田岬半島の中部、やや東寄り。南は宇和海に面し、北は瀬戸内海（伊予灘）に面している。東は九町。西は旧瀬戸町の塩成に接する。
佐田岬半島の背稜部は150から220メートル級の山々が連なっており、宇和海側と瀬戸内側とをくっきりと分けている。頂上部を国道197号、通称メロディーラインが走る。国道から主要集落である二見本浦へは、くねくねと屈曲した道路を降りていく形となる。

### 地域名の由来
宇和海に突き出た「さざえ碆」が伊勢の二見浦に似ていたことからと伝えられる。

## 社会

### 地域・集落
一帯は宇和島藩が統治した時期から二見浦と呼ばれており、枝浦に加周（かしゅう）浦。
6集落あり、地域は3つに大別される。
- 宇和海側の二見、
- 同じく宇和海側の西部亀ケ池周辺に加周（かしゅう）、田之浦、古屋敷（ふるやしき）。
- 瀬戸内（伊予灘）側の大成（おおなる）、鳥津（とりづ）

先の4集落が古くから開けた集落。大成（おおなる）は天保11年に、同じく鳥津は慶応3年に瀬戸内（伊予灘）側に開かれた集落。

### 人口・世帯数
- 1960年（昭和35年）　8693人、441戸
- 2020年（令和2年）　454人、222世帯

### 主要施設
旧町見村の頃から、公共施設の多くは二見より人口の多い九町地域に立地していた。
- 公民館
- 二見小学校　　町見小学校へと統合され閉校。
- 町見中学校　伊方中学へと統合され閉校[5]。跡地は旧校舎を再利用し1999年（平成11年）に「町見郷土館」となっていたが、その後2023年（令和5年）3月31日にて閉館した。所在地: 愛媛県西宇和郡伊方町二見甲813-1
- 加周保育所

## 歴史
藩政期宇和島藩の領地。はじめ保内郷に、のちに保内組に所属。当時の主要産業はイワシ網漁。庄屋は二見茂兵衛、野田家、二宮家と変遷した。

## 産業
漁業と柑橘類を中心とした農業が主産業。柑橘は甘夏柑を主に産した。
明治末期から太平洋戦争後まで忠誠、二見の2つの銅鉱山があり、それぞれ100から250人の従業員が従事するなど繁栄したが、太平洋戦争後まもなくの昭和20年代後半には衰退していった。